# راندي لوف
راندي لوف (بالإنجليزية: Randy Love)‏ هو لاعب كرة قدم أمريكية أمريكي، ولد في 30 سبتمبر 1956 في غارلاند في الولايات المتحدة.

## وصلات خارجية
- راندي لوف على موقع مرجع كرة القدم المحترفة.كوم (الإنجليزية)